# 장판 전투
장판 전투(長坂戰鬪)는 중국 후한 말 208년 승상 조조가 형주(荊州) 신야(新野)의 유비 세력을 섬멸하기 위해 5천 기병으로 공격한 것을 말한다.
양군의 전투가 벌어져 일련의 이야기의 무대가 된 곳이 형주(荊州) 남군(南郡) 당양현(当陽県)의 장판(長坂; 혹은 장판파(長坂坡))였기에 장판파 전투, 혹은 당양 전투라고도 부른다.

## 배경
건안 12년(207년) 후한의 승상인 조조는 화북을 평정하고, 형주지역으로 그 눈을 돌렸다. 당시 형주는 일대 세력을 구축한 형주 자사 유표(劉表)가 있었기에 두 사람은 형주의 패권을 두고 서로 다투게 되었다. 조조는 형주지역에 자신의 일족이자 중신인 하후돈을 대장으로 삼고 이전과 같이 별동대로 파견했으나 박망파 전투에서 유비에게 대패하고 말았다.
이러한 위기상황에서 갑자기 유표가 병으로 쓰러졌다. 생전에 후계자 문제에 화근을 남긴 유표였기에 그의 사후 가문의 분열이 초래되었고, 조조에게 쉽게 형주가 넘어가는 결과를 낳았다.
유표 사망후 형주의 유력호족이었던 채씨가문의 수장인 채모(蔡瑁)를 필두로 형주 유력호족은 책동을 시작했다. 그들은 채모의 누이이며, 유표의 후실이었던 채씨부인과 공모하여 유표의 차남인 유종(劉琮)을 옹립하고 대신 유표의 유언으로 본래 가문을 상속받아야 했던 장남 유기(劉琦)를 버리고, 유종을 정식 후계자로 삼아 가문을 계승시켰다. 이때 형주의 내분을 지켜본 조조는 약 10~15만에 달하는 대군을 이끌고 남하하기 시작한다.

## 정사의 장판 전투
가문을 계승하여 조조에 대해 대항의사가 없던 유종은 유비와 함께 조조를 막아봐야 결국 형주는 유비의 차지가 된다는 부손(傅巽)의 진언에 따라 조조가 신야에 도달하자 항복했다. 번성(樊城)에 주둔하던 유비는 불시에 양쪽에 포위당한 형국이 되자 몹시 당혹하여 유종이 있던 양양(襄陽)으로 향했다. 제갈량(諸葛亮)은 유종을 공격하여 형주를 지배하자고 진언했으나, 유비는 유표의 은혜를 생각해 이 제안을 거절했다. 그리고 유비는 유종을 불렀으나 유종은 두려워하며 나가지 않았다.
이에 유종의 측근 및 다수의 형주사람들은 유비에게 귀순했다. 많은 백성들이 유비를 따라 움직였기에 유비는 하루 10여리(4-5km)밖에는 전진하지 못했다. 여기서 유비는 관우(関羽)에게 수백척의 배에 그들의 일부를 탑승시켜 강릉(江陵)으로 보내고 미리 접선준비를 하게 하였다.
조조는 유비가 군수물자가 풍부한 강릉을 점거하는걸 두려워해 수송부대를 후방에 배치하고 신속하게 양양을 점거했다. 조조는 조순(曹純)과 함께 몸소 5천 정예기병대 호표기를 이끌고 하루 밤낮으로 유비를 추격하였고, 이들은 당양현 장판에서 유비군의 후미를 급습하게 된다.
유비가 이끌던 피난민 무리는 급습에 붕괴되어 흩어져 곧 조조군에게 사로잡혔다. 조조가 이렇게까지 서둘러 급습할 거라 생각을 못한 유비는 처자를 버리고 제갈량과 함께 수십기의 병력만을 데리고 도주했으며 이때 피난민 사이에 있던 유비 가신들의 친족들과 유비 자신의 가족들도 무사하지 못하였다. 유비의 가신 서서(徐庶)의 모친이 사로잡혀 그가 유비에게 이별을 고하고 조조 진영으로 투항했으며 조순은 유비의 두 딸을 노획하였다. 이런 혼란속에서 조운(趙雲)은 호표기 사이로 들어가 아두(阿斗;후에 유선(劉禅))와 감부인을 구해내어 지키면서 그들의 추격을 뿌리쳐 무사히 합류하였으며 이후 아문장군(牙門将軍)이 되었다.
한편 장비(張飛)는 후군을 맡아 조조군의 추격을 막기위해 20여기를 이끌고 강을 방패삼아 다리를 끊어버린 후 "나는 장익덕이다. 누가 나와 죽기를 각오하고 싸우겠는가!"라고 외쳐 조조군은 겁을 먹어 누구도 가까이 다가서지 못했고, 유비는 귀중한 시간을 벌 수 있었다. 이렇게 유비를 놓친 조조는 추격을 단념하고 곧바로 강릉을 점거한다.
유비는 한진(漢津)에서 관우가 이끌던 선단을 만났고, 또한 유표의 장남 강하태수 유기의 군사와 만나 함께 유기의 본거지인 하구(夏口)에 도달했다. 유비는 손권의 가신 노숙(魯粛)을 만났고 제갈량을 오나라에 파견해 손권(孫権)과 동맹을 맺었다. 손권은 수만명의 군대를 파견해 유비와 함께 적벽(赤壁)에서 조조군을 격퇴한다.

## 삼국지연의 속의 장판 전투
당시 선대 유표의 비호하에 있으면서 객장(客将)으로서 신야를 수비하던 유비는 유종의 항복으로 인해 최전선에서 고립되게 되었다. 이것을 호기로 본 조조군의 공격 앞에 앞뒤가 포위된 신야는 풍전등화가 같았다.
조조는 자신을 반대하던 신하 공융을 처형하고 50만 대군을 일으켜 제1대는 조인과 조홍, 제2대는 장료와 장합, 제3대는 하후돈과 하후연, 제4대는 우금과 이전, 자신은 제5대를 이끌었고 각기 10만의 군사를 지휘했으며 맹장 허저를 절충장군으로 봉하고 군사 3000명을 주어 선봉으로 내세웠다.
그리고 제1대 대장 조인(曹仁)과 조홍(曹洪)을 유비가 도망쳐 수비병도 산산히 흩어져 문자 그대로 텅빈 성이 된 신야에 의기양양하게 입성했다. 그러나 이것은 유비휘하의 참모 제갈량의 계략이었다.
사전에 계책을 내어, 교묘하게 빈성으로 위장한 신야성으로 유인된 조조군은 성안의 복병과 만나 혼란에 빠져 보기좋게 격퇴되고, 기세가 둔화된 조조군은 일시 후퇴했다. 유비는 조조군을 일시에 후퇴시켰지만, 계속해 제2파, 제3파에 대해 신야의 수비는 불가능하다고 판단해 조조군의 재침입하기 전에 신야를 버리고 함께 유종령으로 후퇴하기로 결정했다.
가문을 계승한 뒤 조조에게 대항할 의사가 있던 유종도 도망친 형 및 선대로부터 형주의 양도를 권고받았던 객장 유비의 동향을 생각하였고 역시 조조에게 귀순할 것을 주장한 공신 괴월, 부손, 한숭, 채모에게 설득되었다. 이에 유표의 무장이던 이규가 반대했으나 채모에게 처형당한다.
결국 조조진영이 전선의 신야를 함락시키자, 유종은 조조에게 항복할 것을 결정하기에 이르고 이로 인해 형주의 패권은 조조의 손안에 들어가게 되었다.
유비는 먼저 신야 배후의 번성에 들어간 후, 유종의 거성이자 형주통치의 거점인 양양으로 향했다. 그러나 성 부근에 도달할 때쯤 성의 장수 장윤이 쏜 화살로 인해 유종이 입성을 거부한다는 것을 알았다.
이때 유종 휘하의 장수이며 친유비파 무장인 위연이 문을 열려고 했기에 성안에서 작은 다툼이 있었다. 한편 유종이 조조에게 항복한 것을 알게 된 유비는 진퇴양난에 빠져 제갈량과 막료들과 함께 대응을 모색해 제갈량의 진언에 의해 일단 강릉을 목표로 나가자고 결정하는 동시에 의동생 관우, 제갈량을 사자로 세워 먼저 강릉으로 파견해 유기의 협조를 구하게 된다.
한편 남하하는 유비일행은 신야에서부터 쫓아온 백성들과 합류했기에 진행이 매우 늦었다. 당양현 장판에 도착할 때쯤 쫓아오던 조조군의 공격을 받게 되었다.
조조군의 선봉 문빙의 공격과 계속된 조조군의 공격을 유비의 의동생 장비가 후군이 되어 방어했으나, 조조군의 파상공격 앞에 패배할 수밖에 없었다. 유비는 데려온 백성과 처자들을 버리고, 먼저 후퇴해 세력을 정비하여 재기를 노렸으나, 흩어진 휘하장수는 몇 명인지 알 수 없고, 참모 미축 및 간옹도 행방이 묘연했다.
여기서 혼란 중에 유비의 아내 미부인과 감부인 및 유비의 아들 아두는 위나라 병사에게 생포되었으나, 이것을 본 유비휘하의 장수 조운이 말머리를 돌려 단기로 뛰어들어 부인들을 구출했다.
그 후 조운은 조조의 부하 순우도를 죽이고 순우도에게 붙잡힌 미축과 감부인을 구출해 장비에게 보내고, 미부인과 아두를 찾기 위해 다시 조조군 진영에 또 뛰어들었다. 도중에 앞을 가로막는 조조의 부하 하후은을 죽이고 돌아다니다가 민가부근에 쓰러진 미부인을 발견했다.
미부인은 중상을 입어 움직일 수 없어 조운에게 아두를 맡기고, 우물에 뛰어들어 자살했다. 조운은 우물을 메우고, 아두를 품에 안고, 다시 조조군의 진영을 돌파했는데 조홍의 부장 안명을 죽이고 장합, 초촉, 장남, 마연, 장의와도 싸우며 하후돈의 부장 종진과 종신 형제도 죽였다. 이때 조운은 칼로 쳐서 기 2개를 쓰러뜨리고 빼앗은 창이 3자루였으며 베어버린 조조군의 이름 있는 장수만도 50명에 이르렀다.
유비는 이것을 보고 매우 감격했고 장판교에서 위세를 떨친 장비의 기백과 제갈량의 계략에 농락당해 장수 하후걸이 쓰러지자 조조군은 추격이 더 이상 이루어지지 않았으나, 후에 장판파가 불탄것을 보고 유비군의 병력이 적다는 것을 알게 된다.
그래도 이것으로 조조군을 일시적으로 묶어두는 데 성공한 유비일행은 먼저 보냈던 관우, 제갈량의 수군과 합류해 장강연안으로 남하했다. 겨우 호랑이입에서 탈출한 유비는 조조에게서 어렵게 도망쳐 하구에 도달한다.
여기서 유기와 만나고 강남의 영주 손권의 명령으로 형주의 내부사정을 탐색하러 온 노숙(魯粛)과 만나, 이후 사태는 유명한 적벽대전으로 발전하게 된다. 앞서 장판파에서 활약한 조운은 아문장군(牙門将軍)으로 승진해 이후에도 촉나라의 충신으로 활약하게 된다.